# Karosa C 935
A Karosa C 935 a Karosa Állami Vállalat által 1997 és 2001 között gyártott cseh helyközi autóbusz, mely a Karosa korábbi C 744-es modelljeit váltotta le Csehországban és Szlovákiában. Utódja a Karosa C 956 helyközi autóbusz. 1999-től gyártott modelljeit a C 935E jelzéssel látták el.     

## Műszaki adatok
A Karosa C 935 a Karosa 900 sorozat alapmodellje. A C 935 a Karosa B 934 városi autóbuszból származik, és a városi busz modellekkel egységes, mint a B 941 és a B 932. A karosszéria félig önhordó vázzal és motorral, kézi sebességváltóval a hátsó részen helyezkedik el. Csak a hátsó tengely van meghajtva. Az első tengely független, a hátsó tengely szilárd. Minden tengely légrugós felfüggesztésre van felszerelve. A jobb oldalon két ajtó van. A vezetőfülke nem különül el a jármű többi részétől.